# Josef Wolfgang Dobernig
Josef Wolfgang Dobernig, uváděn též jako Johann Wolfgang Dobernig (10. září 1862 Waitschach – 24. července 1918 Klagenfurt), byl rakouský politik, na konci 19. a počátku 20. století poslanec Říšské rady.

## Biografie

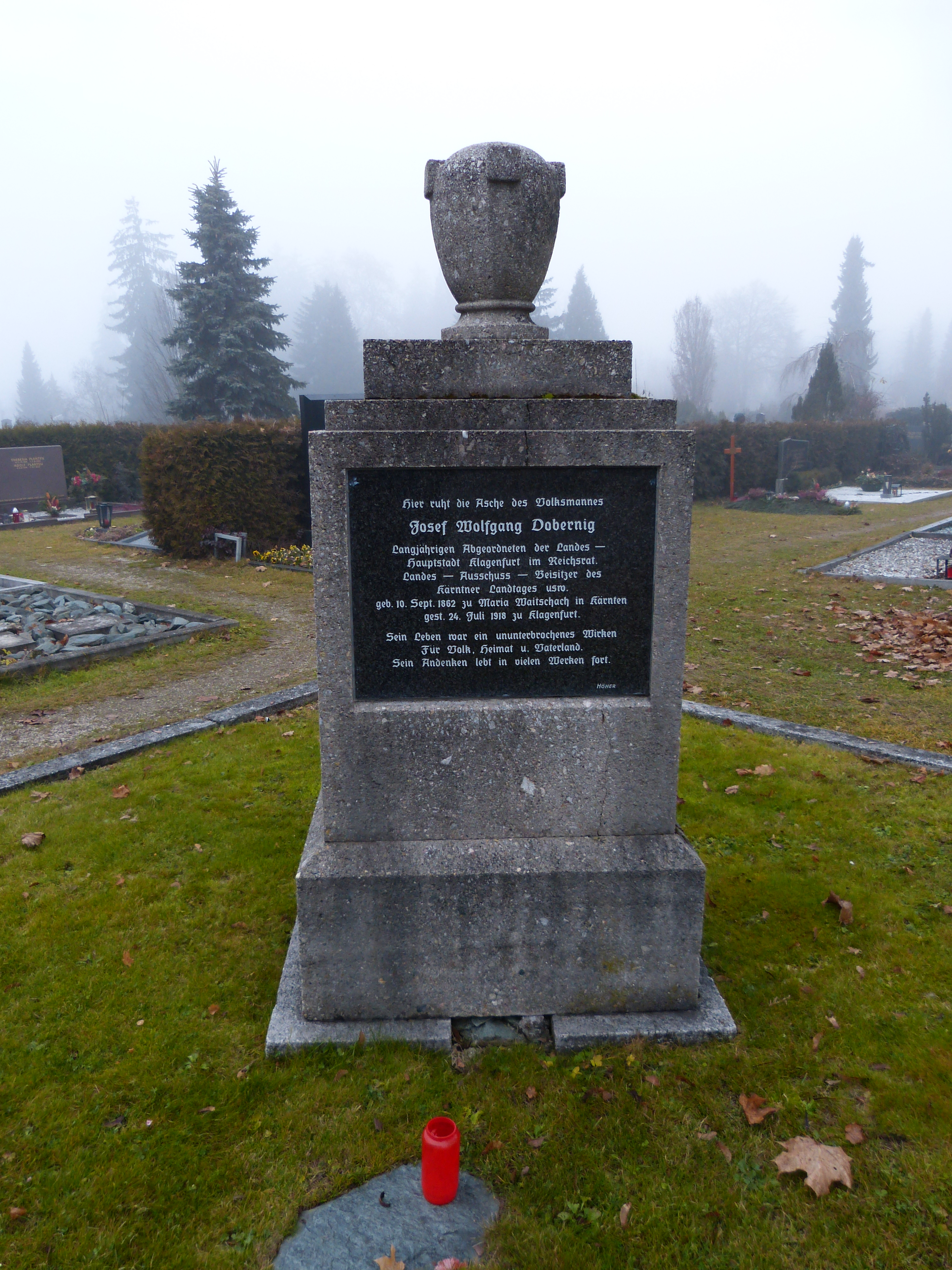
Hrob Josefa Wolfganga Doberniga

Vychodil gymnázium. V roce 1881 se stal redaktorem listu Triester Zeitung. V období let 1886–1907 byl vlastníkem a redaktorem listu Freien Stimmen v Klagenfurtu. Byl předákem německých nacionálů (Německá lidová strana) v Korutanech a byl poslancem Korutanského zemského sněmu. Byl stoupencem antikatolického hnutí „Pryč od Říma“ (Los von Rom), později své názory zmírnil.
Na konci 19. století se zapojil i do celostátní politiky. V doplňovacích volbách roku 1895 získal mandát v Říšské radě (celostátní zákonodárný sbor) za městskou kurii, obvod Klagenfurt. Nastoupil 22. října 1895 místo Victora Rainera-Harbacha. Mandát ve svém obvodu obhájil v řádných volbách do Říšské rady roku 1897 a volbách do Říšské rady roku 1901. Uspěl i ve volbách do Říšské rady roku 1907, konaných již podle všeobecného a rovného volebního práva, kdy byl zvolen v obvodu Korutany 1. Usedl do poslanecké frakce Německý národní svaz, do které se sloučily německé konzervativně-liberální a nacionální politické proudy. Mandát obhájil za týž obvod i ve volbách do Říšské rady roku 1911. Ve vídeňském parlamentu setrval až do své smrti v létě roku 1918. K roku 1911 se profesně uvádí jako zemský poslanec a spisovatel. Během světové války působil jako předseda Německého národního svazu.
Zemřel roku 1918 na chlopenní vadu v Klagenfurtu ve věku pětapadesáti let.